# Горбатюк Віталій Володимирович
Віта́лій Володи́мирович Горбатю́к (нар. 26 листопада 1977 — 24 листопада 2016) — солдат Збройних сил України, учасник російсько-української війни.

## Життєпис
Народився 1977 року в селі Гунча (Гайсинський район, Вінницька область). 1983 року переїхав із батьками до села Велика Стадниця — його сім'я там побудувала будинок. Закінчив 9 класів великостадницької школи, вступив до Вінницького ВПУ № 4, отримав фах зв'язківця. Пройшов строкову службу, по демобілізації працював у вінницькому ВАТ «Свемон-Центр».
2001 року одружився, 2004-го з дружиною і сином переїхав у село Підполоззя Воловецького району.
13 липня 2016 року підписав контракт; солдат, стрілець-навідник 2-ї роти 15-го окремого гірсько-піхотного батальйону. Ніс службу на шахті «Бутівка», 16 вересня зазнав осколкового поранення та був відправлений на лікування в госпіталь. За 3 тижні повернувся до бойових побратимів.
24 листопада 2016 року загинув пополудні від кулі снайпера під час бойового чергування на спостережній передовій позиції поблизу селища Опитне (Ясинуватський район).
Похований 28 листопада 2016-го в селі Підполоззя.
Без Віталія лишились дружина та троє дітей — син і дві доньки (молодша 2014 р. н.)

## Нагороди та вшанування
- указом Президента України № 12/2018 від 22 січня 2018 року «за особисту мужність і високий професіоналізм, виявлені у захисті державного суверенітету та територіальної цілісності України, вірність військовій присязі» — нагороджений орденом «За мужність» III ступеня (посмертно)[2]
- 10 травня 2017 року на фасаді Стадницької середньої загальноосвітньої школи відкрито і освячено пам'ятний знак на честь Віталія Горбатюка
- 7 червня 2018 року на вході до Державного професійно-технічного навчального закладу «Вінницьке міжрегіональне вище професійне училище» встановлено меморіальну дошку випускникам Віталію Горбатюку, Івану Бенері, Анатолію Фарісею, Володимиру Черкасову.